# Husova 11 (Třeboň)
Dům na adrese Husova 11 v jihočeské Třeboni je památkově chráněný dům, který vznikl ve stylu selského baroka. Známý je též jako Dům u Míšků. 
Jedná se o přízemní dům. Jeho průčelí je rozdělené na dvě části (má dva štíty). Nápadné jsou především prolamované voluty Je jednopodlažní. V pravé části je vjezd do dvora. Dům v současné době slouží jako kavárna a ubytovací zařízení. 

## Historie
Na místě současného domu stál nejprve dřevěný dům, později zde byl postaven měšťanský dům v renesančním slohu. Ten byl nejspíše zničen při požáru na počátku třicetileté války v roce 1618. Současný dům vznikl nejspíše v polovině 17. století, ačkoliv část okolo jeho dvora bude nejspíše ještě starší. Přečkal bez útrap mnohem ničivější oheň v roce 1781 (na dobové vedutě požáru je vykreslen netknutý). Uvnitř objektu se nejspíše nacházela pavlač umístěná na krakorcích, z nichž do 21. století zůstal pouze fragment jediného. 
Na jednom ze štítů se nacházel letopočet 1833, nicméně dle záznamů je stavba starší. Až do roku 1881 patřil dům soukromým vlastníkům, poté jej vykoupilo město a v roce 1950 stát. V této době byl barokní dům značně zchátralý. Od roku 1958 je památkově chráněným objektem. Později byl rekonstruována a prodán opět soukromým vlastníkům. Komplexní rekonstrukce celého objektu byla realizována v roce 1996.